# Le Thuit-Signol
Le Thuit-Signol – miejscowość i dawna gmina we Francji, w regionie Normandia, w departamencie Eure. W 2013 roku jej populacja wynosiła 2312 mieszkańców.
W dniu 1 stycznia 2016 roku z połączenia trzech ówczesnych gmin – Le Thuit-Anger, Le Thuit-Signol oraz Le Thuit-Simer – utworzono nową gminę Le Thuit de l’Oison. Siedzibą gminy została miejscowość Le Thuit-Signol.